# Theódoros Zagorakis
Theódoros Zagorakis (grec modern Θεόδωρος Ζαγοράκης) (Kavala, 27 d'octubre, 1971) és un futbolista grec retirat que jugava com a migcampista, i l'actual (a 2008) president del PAOK Salònica FC.

## Trajectòria
Començà a jugar al club de la seva ciutat, el Kavala FC però ben aviat els grans clubs grecs es fixaren en ell i el 2003 fitxà pel PAOK de Salònica. L'any 1998 fitxà pel Leicester City FC anglès, on jugà dues temporades i en les dues arribà a la final de la Copa de la Lliga anglesa, guanyant la segona. El 2000 retornà a Grècia a les files de l'AEK Atenes. L'any 2004, el seu triomf a l'Eurocopa el portà a ser fitxat pel Bolonya. Acabà la seva carrera novament al PAOK.
Fou el capità de la selecció grega que es proclamà campiona d'Europa el 2004. Des del 1994 fins al 2007 ha estat 120 cops internacional.
El 18 de juny del 2007, l'any de la seva retirada en actiu, Zagorakis esdevingué president del PAOK.

## Palmarès
Leicester City FC
- Copa de la Lliga anglesa de futbol: 2000

AEK Atenes
- Copa grega de futbol: 2002

Grècia
- Campionat d'Europa de futbol: 2004

Individual
- Eurocopa 2004: Millor jugador del torneig
- Eurocopa 2004: Membre de l'equip ideal del torneig